# Puchar Niepodległości w piłce siatkowej (2023)
Puchar Niepodległości w piłce siatkowej 2023 – trzecia edycja turnieju o siatkarski Puchar Niepodległości zorganizowana przez Albański Związek Piłki Siatkowej (Federata Shqiptare e Volejbollit, FSHV) wraz ze Związkiem Piłki Siatkowej Kosowa (Federata e Volejbollit e Kosovës, FVK) z okazji dni niepodległości i wyzwolenia Albanii. Rozegrana została w dniach 24-26 listopada 2023 roku w Pałacu Młodzieży i Sportu (Pallati i Rinisë dhe Sporteve) w Prisztinie.
W turnieju uczestniczyło osiem zespołów – cztery męskie, tj. Erzeni i Partizani z Albanii oraz Ferizaj i Peja z Kosowa, i cztery kobiece, tj. Partizani i Skënderbeu z Albanii oraz Drita i Prishtina 75 z Kosowa. Rozgrywki składały się z półfinałów i finału.
W męskich półfinałach Partizani pokonał Ferizaj, a klub Peja zwyciężył z Erzeni. W kobiecych półfinałach natomiast Skënderbeu wygrał z klubem Prishtina 75, a Drita z Partizani.
Puchar Niepodległości zdobyły kluby Peja w turnieju mężczyzn oraz Drita w turnieju kobiet. Najlepszym zawodnikiem finału mężczyzn wybrany został Gazmend Husaj. Nagrodę dla MVP finału kobiet otrzymała natomiast Loresa Avdyli.

## Drużyny uczestniczące
W Pucharze Niepodległości 2023 zarówno w turnieju mężczyzn, jak i kobiet uczestniczyły cztery drużyny – po dwie z Albanii i Kosowa.
| Albania          |
| ---------------- |
| Erzeni           |
| Partizani Tirana |
| Kosowo           |
| Ferizaj          |
| Peja             |

| Albania           |
| ----------------- |
| Partizani Tirana  |
| Skënderbeu Korcza |
| Kosowo            |
| Drita             |
| Prishtina 75      |

## Turniej mężczyzn

### Drabinka
|  |                  |                  |           |      |   |                  |                  |       |
|  | Półfinały        | Półfinały        | Półfinały |      |   | Finał            | Finał            | Finał |
|  | Półfinały        | Półfinały        | Półfinały |      |   | Finał            | Finał            | Finał |
|  |                  |                  |           |      |   |                  |                  |       |
|  |                  |                  |           |      |   |                  |                  |       |
|  | Partizani Tirana | Partizani Tirana | 3         |      |   |                  |                  |       |
|  | Partizani Tirana | Partizani Tirana | 3         |      |   |                  |                  |       |
|  | Ferizaj          | Ferizaj          | 1         |      |   |                  |                  |       |
|  | Ferizaj          | Ferizaj          | 1         |      |   | Partizani Tirana | Partizani Tirana | 1     |
|  |                  |                  |           |      |   | Partizani Tirana | Partizani Tirana | 1     |
|  |                  |                  | Peja      | Peja | 3 |                  |                  |       |
|  | Peja             | Peja             | Peja      | Peja | 3 | 3                |                  |       |
|  | Peja             | Peja             |           |      |   |                  |                  |       |
|  | Erzeni           | Erzeni           | 0         |      |   |                  |                  |       |
|  | Erzeni           | Erzeni           | 0         |      |   |                  |                  |       |
|  |                  |                  |           |      |   |                  |                  |       |

### Półfinały
| 25.11.2023 15:00 (UTC+1) | Partizani Tirana | 3:1 (25:21, 23:25, 25:18, 25:15) raport | Ferizaj | Pallati i Rinisë dhe Sporteve, Prisztina Widzów: 55 Sędziowie: Liridon Pllana i Tedi Zguri |

| 25.11.2023 18:00 (UTC+1) | Peja | 3:0 (25:21, 25:17, 25:18) raport | Erzeni | Pallati i Rinisë dhe Sporteve, Prisztina Widzów: 50 Sędziowie: Enea Dusha i Istref Elezaj |

### Finał
| 26.11.2023 17:00 (UTC+1) | Partizani Tirana | 1:3 (22:25, 34:32, 22:25, 23:25) raport | Peja | Pallati i Rinisë dhe Sporteve, Prisztina Widzów: 100 Sędziowie: Tedi Zguri i Burim Zymeri |

## Turniej kobiet

### Drabinka
|  |                   |                   |           |       |   |                   |                   |       |
|  | Półfinały         | Półfinały         | Półfinały |       |   | Finał             | Finał             | Finał |
|  | Półfinały         | Półfinały         | Półfinały |       |   | Finał             | Finał             | Finał |
|  |                   |                   |           |       |   |                   |                   |       |
|  |                   |                   |           |       |   |                   |                   |       |
|  | Skënderbeu Korcza | Skënderbeu Korcza | 3         |       |   |                   |                   |       |
|  | Skënderbeu Korcza | Skënderbeu Korcza | 3         |       |   |                   |                   |       |
|  | Prishtina 75      | Prishtina 75      | 1         |       |   |                   |                   |       |
|  | Prishtina 75      | Prishtina 75      | 1         |       |   | Skënderbeu Korcza | Skënderbeu Korcza | 0     |
|  |                   |                   |           |       |   | Skënderbeu Korcza | Skënderbeu Korcza | 0     |
|  |                   |                   | Drita     | Drita | 3 |                   |                   |       |
|  | Drita             | Drita             | Drita     | Drita | 3 | 3                 |                   |       |
|  | Drita             | Drita             |           |       |   |                   |                   |       |
|  | Partizani Tirana  | Partizani Tirana  | 0         |       |   |                   |                   |       |
|  | Partizani Tirana  | Partizani Tirana  | 0         |       |   |                   |                   |       |
|  |                   |                   |           |       |   |                   |                   |       |

### Półfinały
| 24.11.2023 17:00 (UTC+1) | Skënderbeu Korcza | 3:1 (25:17, 25:11, 25:27, 25:18) raport | Prishtina 75 | Pallati i Rinisë dhe Sporteve, Prisztina Sędziowie: Faton Mustafa i Valon Mustafa |

| 24.11.2023 20:00 (UTC+1) | Drita | 3:0 (25:19, 26:24, 25:19) raport | Partizani Tirana | Pallati i Rinisë dhe Sporteve, Prisztina Sędziowie: Tedi Zguri i Enea Dusha |

### Finał
| 26.11.2023 14:00 (UTC+1) | Skënderbeu Korcza | 0:3 (21:25, 18:25, 16:25) raport | Drita | Pallati i Rinisë dhe Sporteve, Prisztina Sędziowie: Elmi Zymeri i Enea Dusha |